# Elsmore (Kansas)
Elsmore é uma cidade localizada no estado americano de Kansas, no Condado de Allen.

## Demografia
Segundo o censo americano de 2000, a sua população era de 73 habitantes.
Em 2006, foi estimada uma população de 68, um decréscimo de 5 (-6.8%).

## Geografia
De acordo com o United States Census Bureau tem uma área de
0,4 km², dos quais 0,4 km² cobertos por terra e 0,0 km² cobertos por água. Elsmore localiza-se a aproximadamente 321 m acima do nível do mar.

## Localidades na vizinhança
O diagrama seguinte representa as localidades num raio de 16 km ao redor de Elsmore.